# Peel (metrostation)
Peel is een metrostation in het arrondissement Ville-Marie van de Canadese stad Montréal in de provincie Québec. Het station werd geopend op 14 oktober 1966 en wordt bediend door de groene lijn van de metro van Montréal. In 2019 werd het door 8.182.603 vertrekkende reizigers gebruikt.
Het station dankt zijn naam aan de Rue Peel, die op haar beurt verwijst naar de Britse premier Robert Peel (1788–1850).
Het veeleer ondiepe station werd ontworpen door de architecten Louis-Joseph Papineau (°1930), Guy Gérin-Lajoie (°1938) en Michel-Robert Leblanc (1930-2006), die samen met Gordon Buchanan Edwards tien jaar later ook het metrostation Radisson zouden ontwerpen. Het station ligt onder de Boulevard de Maisonneuve, en de perrons op 10,70 meter diepte. Dit bracht de architecten ertoe één groot volume te creëren, waarin de mezzanine, die de reizigers toegang tot de perrons verleent, als het ware is opgehangen boven de sporen, en waardoor de vrije hoogte boven de perrons toch hoger is. Bovendien hebben ze voor redelijk slanke, ontdubbelde, vrijstaande palen gekozen, voor eveneens slanke balken, en voor open borstweringen, waardoor het geheel een weliswaar stevige, maar toch luchtige en lichte indruk maakt, en de trajecten van de reizigers heel leesbaar zijn. Ook de verzwaring, c.q. verjonging van de betonnen palen en balken, in functie van de op te nemen krachten, de zichtbaarheid van de scharnierpunten van de palen en van de inklemming van de balken, en de zaagtandstructuur van het stationsdak dat de wegenis van de boulevard Maisonneuve ondersteunt, dragen bij aan het ruimtegevoel. Het station leest als het ware als een cursus stabiliteit.
De kunstenaars Jean-Paul Mousseau (1927-1991) en Claude Vermette (1930-2006) realiseerden talrijke kleurrijke, non-figuratieve keramische cirkels, die in de wanden en vloeren van het station zijn ingebracht, en die de kwaliteiten van de architectuur nog eens onderstrepen. Zowel Mousseau als Vermette heeft in talrijke andere metrostations van Montréal gewerkt.

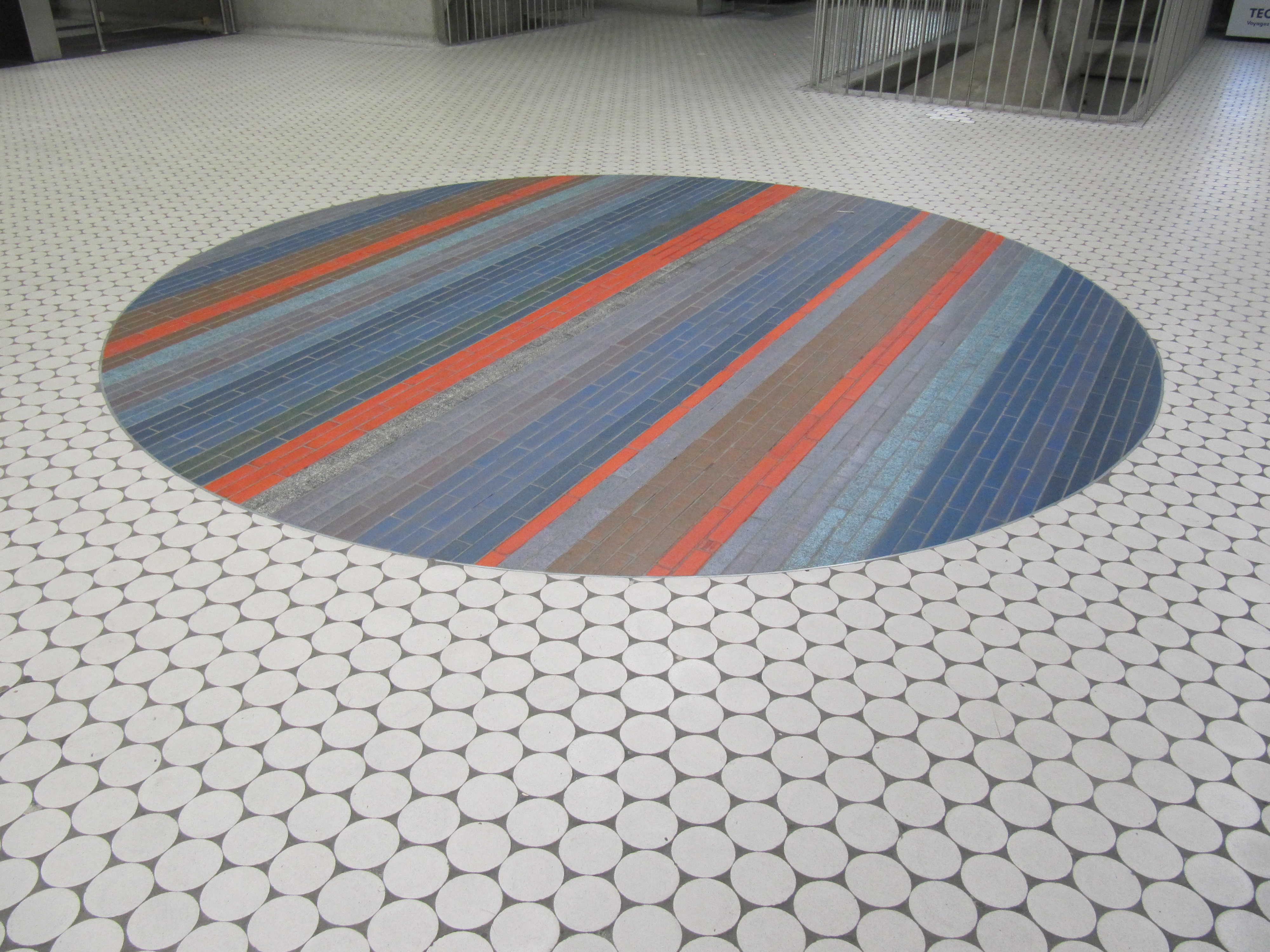
Een van de kleurrijke cirkels in de vloer van het station.

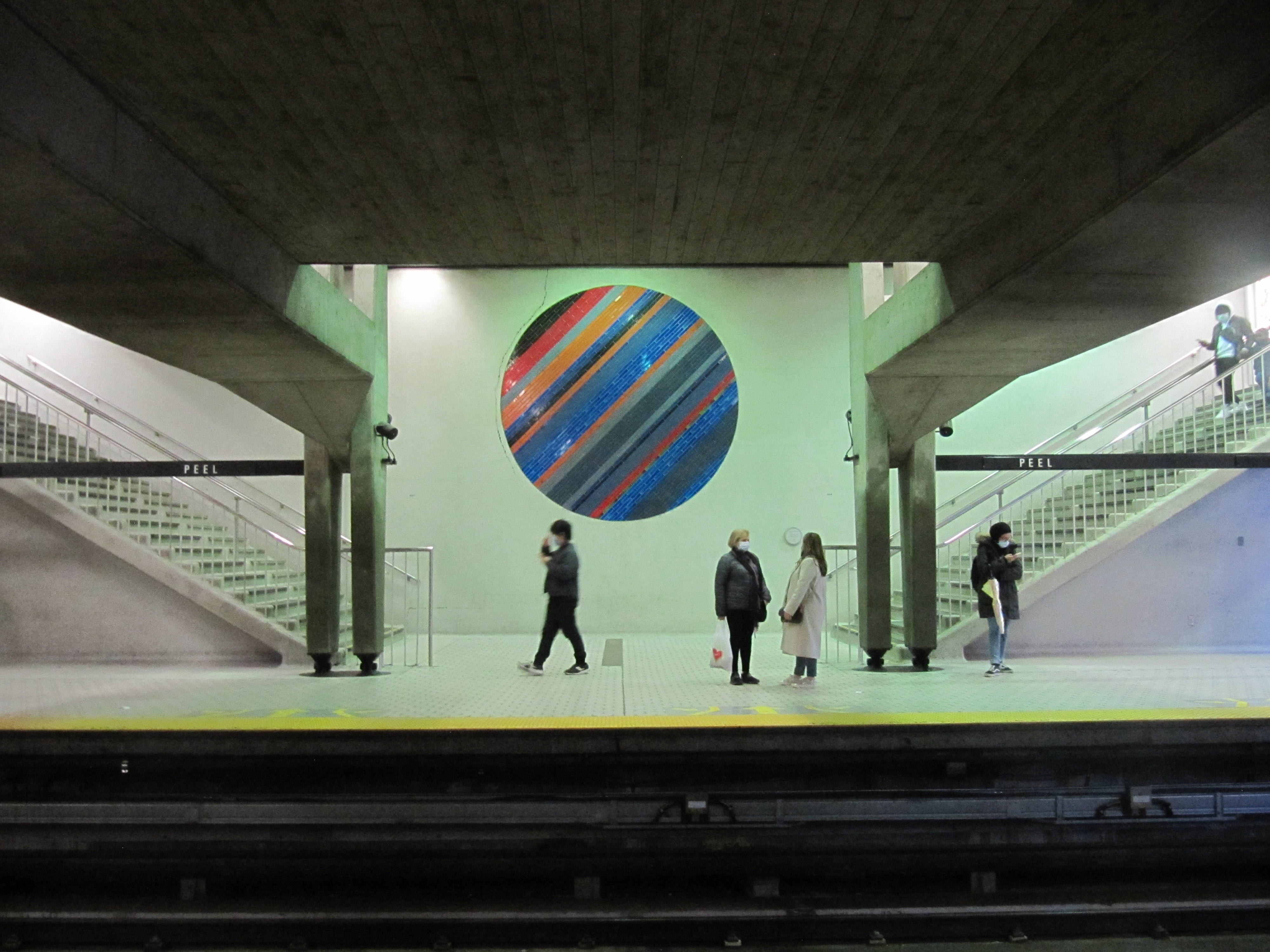
Een van de kleuurijke cirkels op de wanden van het station.

Het station Peel maakt deel uit van de befaamde ondergrondse stad van Montréal, en biedt rechtstreeks toegang tot meerdere kantoor- en winkelgebouwen in de omgeving. De vier toegangen tot het station zijn in de courante bebouwing van de Boulevard Maisonneuve en de Rue Stanley verwerkt, waardoor ze in tegenstelling tot de toegangen van meer perifeer gelegen stations nauwelijks zichtbaar en helemaal niet herkenbaar zijn.

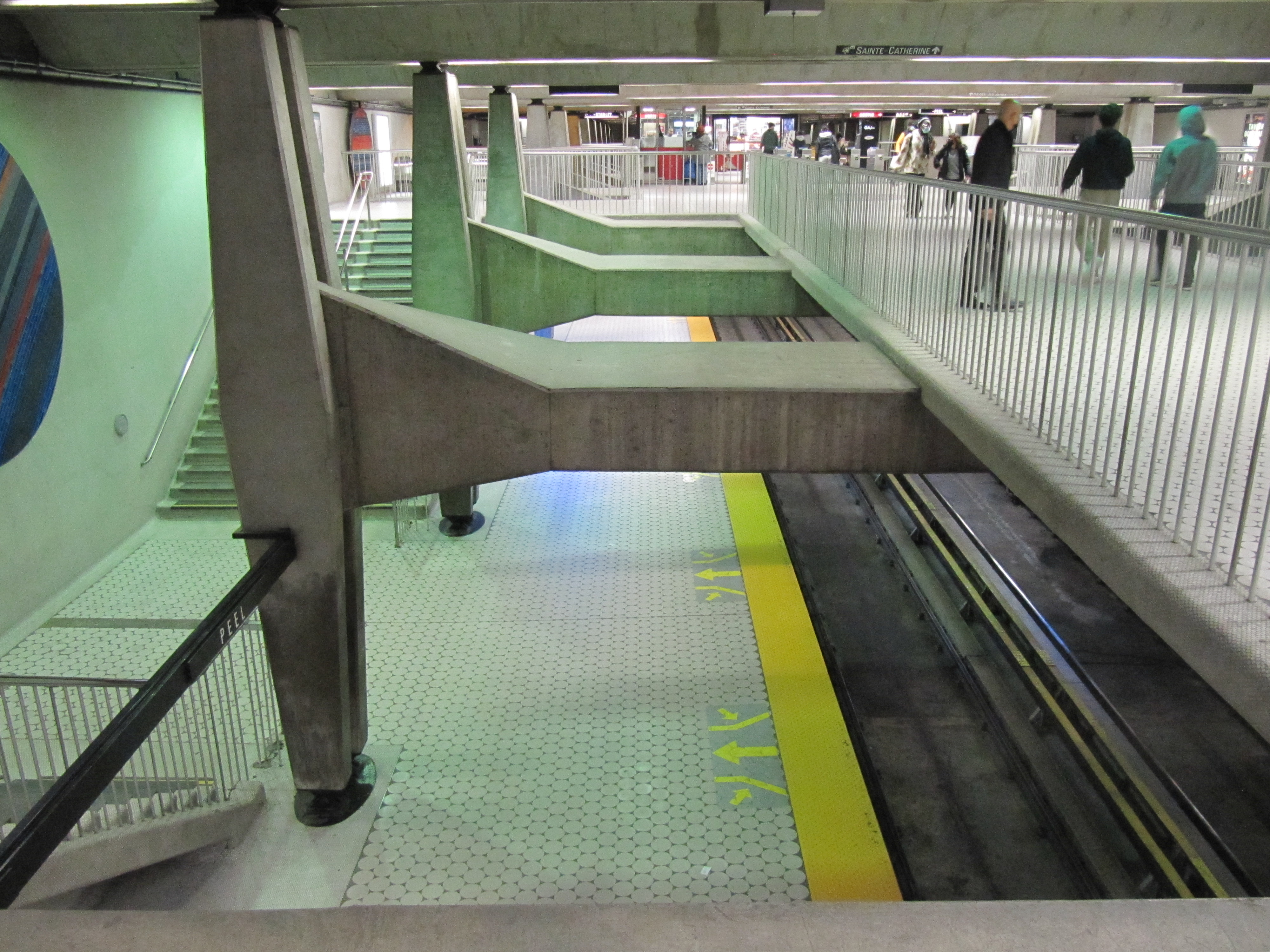
De betonnen palen verjongen naar de twee uiteinden, waar ze scharnierend aan de vloer en het dak zijn verbonden. De balken zijn integendeel in de palen geklemd. Door de mezzanine als het ware op te hangen, benutten de architecten zo goed mogelijk de toch beperkte hoogte.